# Xã Milan, Quận Allen, Indiana
Xã Milan (tiếng Anh: Milan Township) là một xã thuộc quận Allen, tiểu bang Indiana, Hoa Kỳ. Năm 2010, dân số của xã này là 3.749 người.